# 신흥SEC
신흥SEC 주식회사는 경기도 오산시 양산로 48에 본사를 둔 전기차 배터리 부품 기업이다.